# Leptogenys sterops
Leptogenys sterops är en myrart som beskrevs av Bolton 1975. Leptogenys sterops ingår i släktet Leptogenys och familjen myror. Inga underarter finns listade i Catalogue of Life.